# Kalk-Hauswurz
Die Kalk-Hauswurz (Sempervivum calcareum) ist eine Art der Gattung der Hauswurzen. Sie kommt endemisch in einem abgegrenzten Gebiet in den Südwest-Alpen vor. Hierbei ist sie auf kalkhaltigen Untergrund spezialisiert und wächst eher in tieferen Lagen. Die Erstbeschreibung erfolgte durch Alexis Jordan im Jahr 1849.

## Merkmale

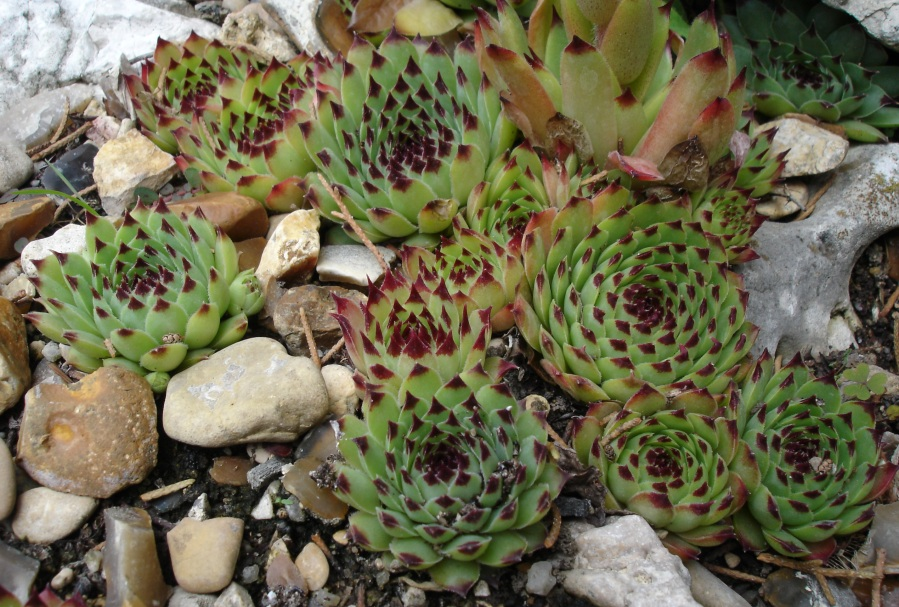
Rosetten von Sempervivum calcareum

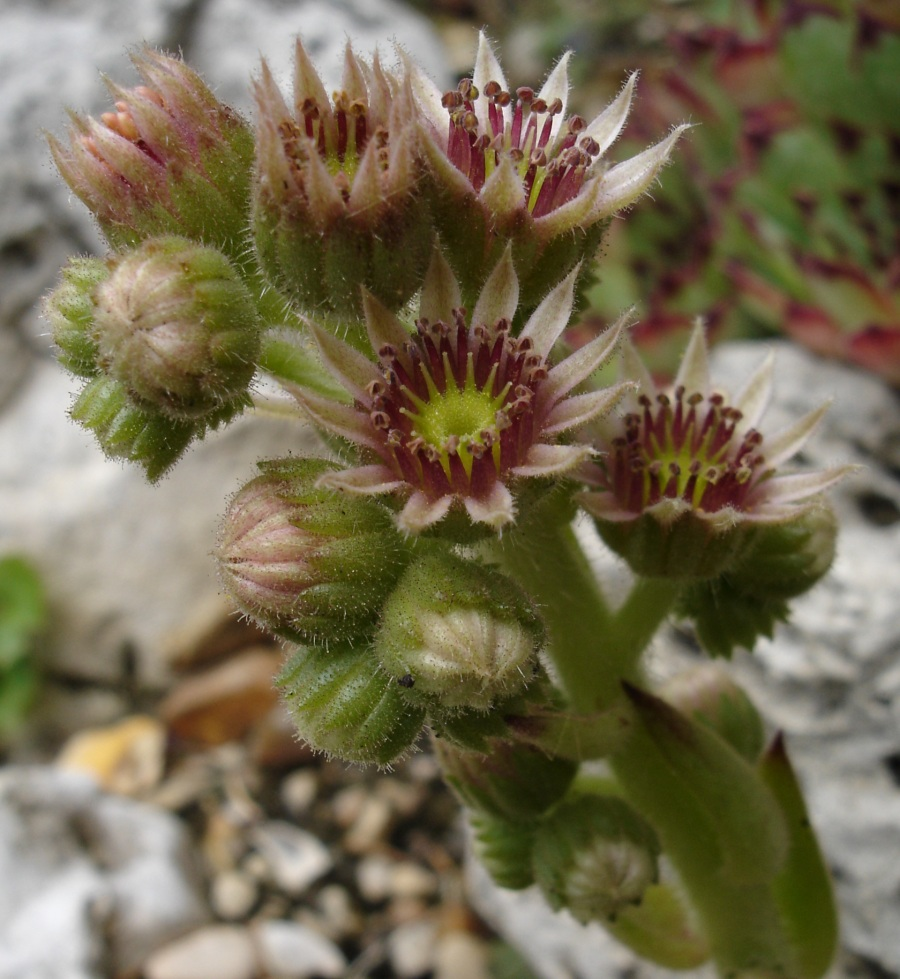
Blüten von Sempervivum calcareum

Die Pflanzen bilden Rosetten von 4 cm bis 10 cm Durchmesser, meist zeigen sie einen Durchmesser von 6 cm, und ihr Blühtrieb erreicht eine Höhe von 6 cm bis 25 cm. Die eher kleinen Blüten sind sehr weißlich gefärbt, meist weißlich-blassrosa oder weiß-grünlich. Sie sind in der Regel 8- bis 10-zählig, mitunter bis zu 12-zählig. Die Blatt-Rosetten haben viele meist bläulich-grüne Blätter mit rotbraunen, stechenden Spitzen. Die Spitzenfärbung ist vergleichsweise intensiv und sehr auffallend. Die Art bildet kräftige, bis 4 cm lange Ausläufer.
Die Blütezeit ist Juni bis August.
Die Chromosomenzahl ist {\displaystyle 2n=38}

## Vorkommen
Die Art kommt in den Seealpen und in der Dauphiné vor. Ihre vertikale Verbreitung liegt zwischen 500 m bis ca. 1500. Somit wächst sie in vergleichsweise tiefen Lagen. Sie kommt meist auf Kalk vor, ist aber auch auf neutralem Substrat und in heißen Umgebungen zu finden.

## Nutzung
Die Art wird in Steingärten und Sammlungen kultiviert. Es gibt eine Reihe von Fundortformen und teils auch gezüchteten Sorten, die sich durch die Farbe der Blätter unterscheiden. Manche zeichnen sich auch durch ihre sehr kleine Rosettengröße aus oder durch eine besondere Vielzahl der Blätter.